# Syllepte verecunda
Syllepte verecunda là một loài bướm đêm trong họ Crambidae.